# Jean Duvergier de Hauranne

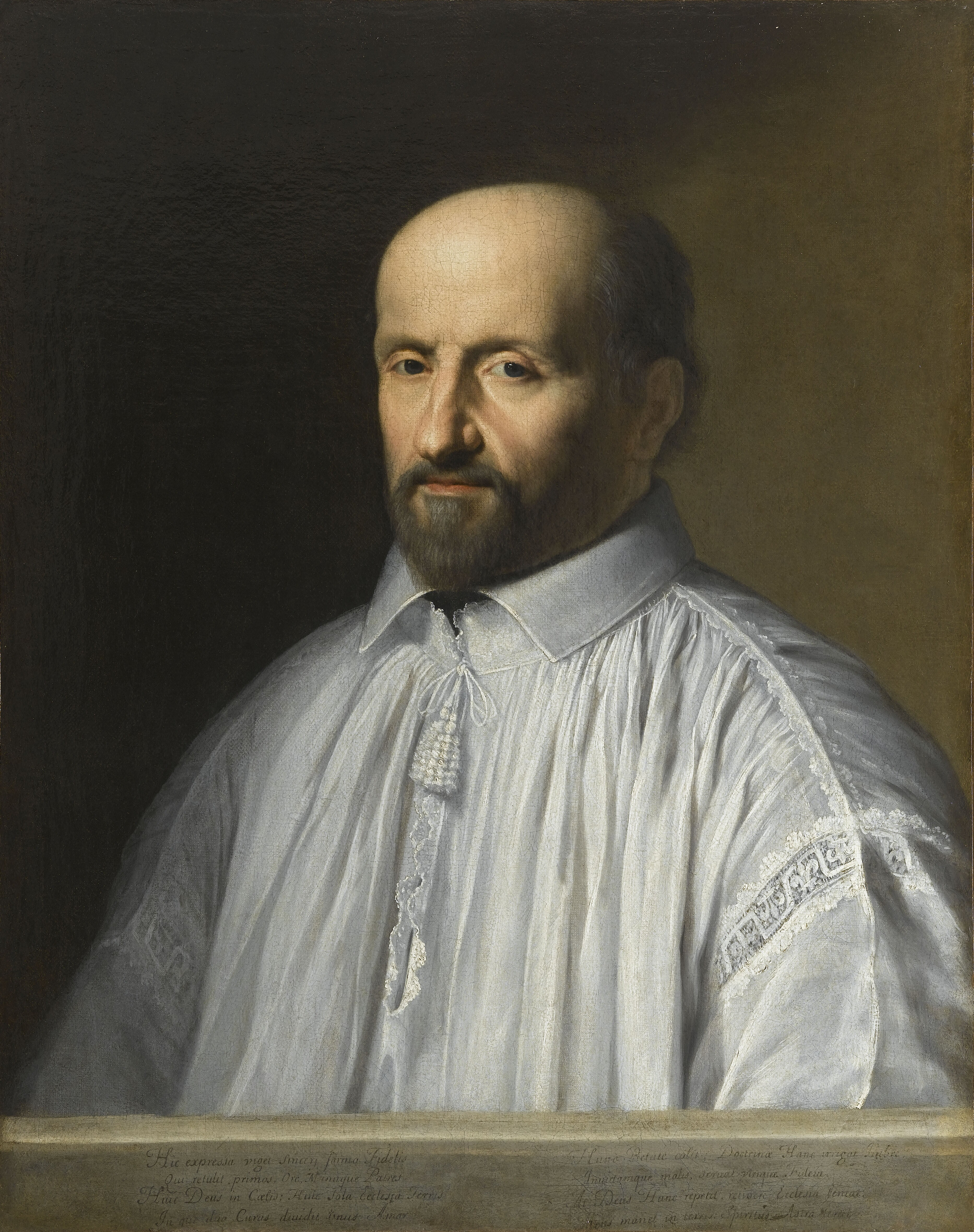
Jean Duvergier de Hauranne.

Jean Duvergier de Hauranne, född 1581 i Bayonne, död den 6 oktober 1643 i Paris, var en fransk teolog.
Duvergier studerade i Louvain och gjorde där bekantskap med Cornelis Jansen; bägge forskade 1611-1616 tillsammans i Augustinus. Sedermera blev Duvergier utnämnd till abbot i klostret Saint-Cyran, under vars namn han mest är känd, men begav sig efter någon tid till Paris, där han, i förening med den ryktbara abbedissan Marie Angélique Arnauld, i grund reformerade det bekanta klostret Port-Royal (1636). 
Snart samlade sig omkring Saint-Cyran en mängd framstående personligheter, vilkas andlige rådgivare han blev. Emellertid ådrog han sig, genom sin inblandning i striden mellan katolskt episkopat och tiggarordnar i England, jesuiternas hat; och slutligen började Richelieu misstänka honom. 
År 1638 blev han inspärrad i Vincennes, varifrån han ej frigavs förrän efter nämnde ministers död (1642), kroppsligt bruten. Också under fängelsetiden utövade han stort inflytande på sina anhängare, och efter sitt frigivande bekämpade han som jansenist jesuiterna livligare än någonsin förut. 